# 中水镇
中水镇，是中华人民共和国贵州省毕节市威宁彝族回族苗族自治县下辖的一个乡镇级行政单位。

## 行政区划
中水镇下辖以下地区：
花桥村、友光村、建山村、小寨村、居乐村、烽火村、上寨村、泉山村、正山村、银水村、石板河村、中河村、新光村、前河村、银厂村、瓦厂村、龙塘村、花园村和新街村。